# Carole Escartin
Pour les articles homonymes, voir Escartin.
Carole Escartin, née en 1979, est une chercheuse française en neurosciences travaillant pour le CNRS. Elle est récipiendaire de la Médaille de bronze du CNRS 2017 pour ses travaux sur les astrocytes.

## Biographie
Née en 1979, ancienne élève de l'École Normale Supérieure, Escartin obtient en 2006 un doctorat en neurosciences de l'Université Pierre-et-Marie-Curie.
Elle obtient en 2010 un financement Jeune chercheuse de l’Agence nationale de la recherche et, en 2017, un financement Tremplin-ERC du Conseil européen de la recherche.
En 2024, elle prend la tête d'une nouvelle équipe à l'Institut des Neurosciences Paris‑Saclay, travaillant sur la « signalisation astrocytaire en physiologie et dans les maladies neurodégénératives ».

## Distinctions et récompenses
- 2017 : Médaille de bronze du CNRS[1]
- 2019 : Prix Joël Ménard 2019 de la Fondation Alzheimer en recherche fondamentale[4]
- 2023 : L'équipe de Carole Escartin est labellisée « Équipe FRM 2023 » par la Fondation pour la Recherche Médicale[5].

## Publications
- (en) Carole Escartin, Elena Galea, András Lakatos et James P. O’Callaghan, « Reactive astrocyte nomenclature, definitions, and future directions », Nature Neuroscience, vol. 24, no 3,‎ mars 2021, p. 312–325 (ISSN 1546-1726, DOI 10.1038/s41593-020-00783-4, lire en ligne, consulté le 25 août 2024).